# Flora Virginica: sive Plantarum, praecipue indigenarum
Flora Virginica: sive Plantarum, praecipue indigenarum (abreviado Fl. Virgin. (Barton)) es un libro con ilustraciones y descripciones botánicas que fue escrito por el  médico, botánico y zoólogo estadounidense Benjamin Smith Barton y publicado el año 1812.